# Альшауский, Йозеф Франц Серафим
Йозеф Франц Серафим Альшауский (нем. Josef Franz Serafim Alschausky; 12 марта 1879, Фалькенбург, Лотарингия — 15 января 1948, Лос-Анджелес) — немецкий тромбонист и композитор, музыкальный педагог.
Вырос в Лотарингии, затем жил в Трире, учился в придворной капелле в Халле. Дебютировал в составе Флора-оркестра, исполнявшего лёгкую музыку в Кёльне. В 1900—1905 гг. играл в оркестре Дармштадта, затем на протяжении сезона в Дортмунде, в 1906—1908 гг. капельмейстер городского оркестра в Мемеле, в 1908—1911 гг. в берлинском Оркестре Блютнера, выступал также в концертах дирижёра Франца фон Блона. В 1911—1914 гг. преимущественно гастролировал по Германии как солист, в том числе вместе с дирижёром Юлиусом Айнёдсхофером, затем вновь выступал и преподавал в Дортмунде. В 1916—1917 гг. воевал добровольцем в германском пехотном полку. В 1917—1918 гг. играл в оркестре в Дюссельдорфе, в 1918—1923 гг. солист Оркестра Гевандхауса в Лейпциге. Затем отправился в США, где поступил в Симфонический оркестр Цинциннати, руководимый Фрицем Райнером, и, в частности, исполнил с этим оркестром концертино для тромбона Фердинанда Давида. С 1924 г. жил в Лос-Анджелесе, где открыл небольшую музыкальную школу для тромбонистов.
Альшаускому принадлежит ряд сочинений для тромбона с оркестром, некоторые из них (прежде всего, Концерт № 1 си-бемоль мажор) по-прежнему входят в исполнительский репертуар, несколько пьес записал Армин Розин.